# Le Supplice de Tantale (film)
Pour plus de détails, voir Fiche technique et Distribution.
Le Supplice de Tantale est un moyen métrage écrit et réalisé en 1932 par Jean-Louis Bouquet, sorti en 1933.

## Fiche technique
- Titre : Le Supplice de Tantale
- Réalisation, scénario et dialogues : Jean-Louis Bouquet
- Directeur de la photographie : Julien Ringel
- Société de production : Productions réunies
- Format : Noir et blanc - 35 mm - 1,37:1 - son mono
- Genre : Comédie
- Durée : 52 minutes (présenté à Paris dans une version de 45 minutes)
- Date de sortie : 
  - France - 30 décembre 1933 à Paris

## Distribution
- Robert Pizani
- Monette Dinay
- Jules Moy
- Robert Darthez